# Calcio ai XVII Giochi asiatici
Il calcio ai Giochi asiatici 2014 si è svolto dal 14 settembre al 3 ottobre a Incheon, in Corea del Sud. La prima partita è stata giocata ben cinque giorni prima della cerimonia di apertura dei Giochi. Nella disciplina del calcio sono stati effettuati due tornei, quello maschile, con 29 squadre nazionali coinvolte, e quello femminile, che ha visto partecipare 11 squadre nazionali. Il limite di età per le rappresentative maschile è stato quello dell'Under-23, con la possibilità di inserire tre calciatori fuori quota.

## Medagliere
| Posiz. | Nazione        | Oro | Argento | Bronzo | Totale |
| ------ | -------------- | --- | ------- | ------ | ------ |
| 1      | Corea del Nord | 1   | 1       | 0      | 2      |
| 2      | Corea del Sud  | 1   | 0       | 1      | 2      |
| 3      | Giappone       | 0   | 1       | 0      | 1      |
| 4      | Iraq           | 0   | 0       | 1      | 1      |
| Totale | Totale         | 2   | 2       | 2      | 6      |

## Podi
| Evento    | Oro | Argento | Bronzo |
| Maschile  | Corea del Sud Kim Seung-gyu Choi Sung-keun Kim Jin-su Kim Min-hyeok Lee Joo-young Son Jun-ho An Yong-woo Park Joo-ho Lee Yong-jae Kim Seung-dae Yun Il-lok No Dong-geon Kwak Hae-seong Kim Young-uk Rim Chang-woo Lee Jong-ho Lee Jae-sung Kim Shin-wook Moon Sang-yun Jang Hyun-soo | Corea del Nord Ri Myong-guk Jong Kwang-sok Jang Song-hyok Kim Chol-bom Jang Kuk-chol Kang Kuk-chol Jo Kwang Ju Jong-chol Rim Kwang-hyok Kim Ju-song Jong Il-gwan Ri Yong-jik Sim Hyon-jin Yun Il-gwang Ri Hyok-chol Kim Yong-il So Hyon-uk An Tae-song Pak Kwang-ryong So Kyong-jin | Iraq Ali Yaseen Mahdi Karim Ali Bahjat Mustafa Nadhim Saad Natiq Ali Adnan Saad Abdul-Amir Saif Salman Dhurgham Ismail Younis Mahmoud Humam Tariq Jalal Hasan Sameh Saeed Amjad Kalaf Salam Shaker Marwan Hussein Farhan Shakor Bashar Resan Mahdi Kamel Mohammed Hameed |
| Femminile | Corea del Nord Hong Myong-hui Yun Song-mi Ho Un-byol Choe Mi-gyong Ri Un-yong Kim Un-hyang Kim Su-gyong Kim Un-ju Jong Yu-ri Ra Un-sim Ri Ye-gyong Kim Yun-mi Wi Jong-sim Jon Myong-hwa Kim Nam-hui Kim Un-ha Jo Yun-mi Ra Sol-ju                                                    | Giappone Ayumi Kaihori Saori Ariyoshi Azusa Iwashimizu Kana Kitahara Kana Osafune Mizuho Sakaguchi Emi Nakajima Aya Miyama Nahomi Kawasumi Megumi Takase Chinatsu Kira Rika Masuya Yuika Sugasawa Nanase Kiryū Rie Usui Hisui Haza Hikaru Naomoto Erina Yamane                      | Corea del Sud Jun Min-kyung Song Su-ran Kim Hye-ri Shim Seo-yeon Kim Do-yeon Lim Seon-joo Jeon Ga-eul Cho So-hyun Jung Seol-bin Ji So-yun Park Hee-young Yoo Young-a Kwon Hah-nul Lee So-dam Choe Yu-ri Lee Young-ju Shin Dam-yeong Kim Jung-mi                          |